# Šamanizam
Pojam šamanizam se odnosi na verovanja da svetom vladaju nepoznate sile i duše umrlih (slično animalizmu), sa kojima može opštiti samo posebno obdareno lice, odnosno šaman, i na niz postupaka kojima leči bolesti, upućuje zajednicu na podnošenje žrtava i ispraća duše preminulih na drugi svet. Veruje se da se to postiže prelaskom preko ose sveta i stvaranjem posebnih odnosa sa duhovima, ili zadobijanjem kontrole nad istima. Šamanima su pripisivani sposobnost upravljanja vremenskim prilikama, gatanja, tumačenja snova, astralne projekcije, putovanja „višim“ i „nižim“ svetovima. Šamanističke tradicije postoje širom sveta još od praistorijskih vremena.
Prema Mirči Elijade, šamanizam je prastara tehnika ekstaze. Jedna od glavnih crta šamanskog mističnog iskustva je težnja za rajem, pokušaj prevladavanja izdvojenosti u kojoj se ljudska bića nalaze. Padanje u ekstazu i duhovno putovanje u gornji ili donji svet se najčešće preduzima radi obraćanja duhovima za pomoć i zaštitu. Ostaci šamanizma nalaze se na svim kontinentima a fenomen je danas najprisutniji u srednjoj Aziji i Africi.
Šaman je sveštenik, nešto poput lekara i duhovnog vođe plemena. Šamani su igrali važnu ulogu pri odbrani zajednice od mračnih sila i zlih duhova. Šaman je tunguska reč koja je preko ruskog ušla u ostale jezike sveta. Često se kao sinonimi za šamana koriste čarobnjak, vrač ili medicine man.

## Mit o padu
Mit o padu se osim kod šamanskih naroda sreće u skoro svim svetskim religijama. Naziva se još i mit o izgubljenom raju. Suština mita o padu je da su prvi ljudi bili mnogo srećniji nego mi danas, živeli su bliže prirodi, jedni drugima i božanskom i razumeli su jezik životinja. Jednoga dana se čovek okrenuo protiv prirode da bi pokazao koliko je moćan, da može da uređuje stvari po svojoj volji. Tada se ceo svemir promenio i mnoga znanja su sklonjena od ljudskih očiju. Od tog vremena ljudi i životinje se više ne razumeju a jedino mrtvi i šamani imaju kontakt sa božanskim. Ali za razliku od prvih ljudi, današnji šamani se ne mogu uzdići na nebo u svojoj telesnoj formi već samo duhovno. Po povratku sa svojih astralnih putovanja oni pripovedaju ostalima o tome kakav je stvarni svet iza ovog koji poznajemo.

## Šamanska inicijacija
Dva najčešća načina postajanja šamanom su sledeći: naslednim prenošenjem šamanskog zvanja ili urođenim darom (zovom, izborom). Inicijacija najčešće započinje stanjima nalik duševnim bolestima i padanjem šamana u višednevni trans. Često budući šaman sanja inicijatičke snove u kojima dobija poruku da će postati šaman. Kod mnogih naroda u Severnoji Južnoj Americi, Africi i Indoneziji prisutno je i inicijatičko komadanje tela. Simbolika tog rituala je u tome da se šaman odrekne starog tela i svoje prošlosti kao pojedinačne osobe i da postane duhovni ratnik, šaman. Obredi inicijacije poput penjanja uz drvo, uspenja pomoću duge, astralnog putovanja u transu, itd. simbolizuju uspenje budućeg šamana na nebo.
Ako uspešno prođe inicijaciju šaman postaje jedino ljudsko biće kojem su poznati putevi u gornji i donji svet i jedini koji može njima ići. Po povratku sa jednog i drugog putovanja, šaman iscrpno pripoveda prisutnima svoje doživljaje, upoznaje ih sa raspoloženjem bogova, kao i o prilikama u carstvu mrtvih...

## Šamanska ekstaza
Svesno i voljno dostizanje duhovne ekstaze je ono što najizrazitije obeležava šamane. U nekim plemenima se ekstaza dostiže duhovnim vežbama i naporom volje dok se kod nekih ekstaza postiže pomoću raznih pomagala.
Tako je ekstaza pomoću intoksikacije gljivama poznata je u čitavom Sibiru. U drugim krajevima njoj odgovara ekstaza postignuta narkoticima ili duvanom. Kod Vasjugana se šamanizuje tako što šaman seda u najmračniji ugao kuće i počinje da svira na gitari. Kod Altajaca je ekstaza više stanje nadahnuća. Šaman gleda i sluša duhove, u ekstazi putuje u udaljene krajeve, ali nije bez svesti.
Bit šamanske ekstaze je uspenje na nebo i silazak u donji svet. Kada se šaman vrati iz transa on mora biti u stanju da ispriča i eventualno protumači šta je video i doživeo.

## Šamanska odeća
Šamani uvek imaju specifičnu odeću gde i najmanji komadić odeće simbolizuje nešto. Najčešći delovi odeće su krzno, kapa, štap, maska, bubanj i razni magični predmeti poput kostiju, perja itd. Ponekad i potpuna nagost može biti šamanska odeća. Šamanska maska se koristi radi lakšeg prevazilaženja sopstvenog identiteta kao pojedinca. Šamanski bubanj se koristi radi padanja u trans pomoću ponavljanja ritma.

## Šamansko lečenje
Šamansko lečenje se najčešće obavlja magijski a sastoji se u tome da šaman pokuša da dozove dušu bolesnika da se vrati u telo ili da tehnikama napuštanja tela ode po zalutalu dušu i dovede je natrag. Šaman svira bubanj ili gitaru sve dok ne padne u ekstazu. Njegova duša u tom stanju napušta telo u potrazi za dušom bolesnika. Ovakvo lečenje veoma podseća na obred isterivanja duhova. Pored magijskih tehnika lečenja, šamani leče i lekovitim travama i napicima čiji su vrsni poznavaoci.

## Literatura
- Mirča Elijade, Šamanizam
- Alan Cohen, The Decadence Of The Shamans
- Barüske, Heinz (1969). Eskimo Märchen. Die Märchen der Weltliteratur (на језику: German). Düsseldorf • Köln: Eugen Diederichs Verlag. The title means: "Eskimo tales", the series means: "The tales of world literature".
- Boglár, Lajos (2001). A kultúra arcai. Mozaikok a kulturális antropológia köreiből. TÁRStudomány (на језику: Hungarian). Budapest: Napvilág Kiadó. ISBN 978-9639082946. The title means "The faces of culture. Mosaics from the area of cultural anthropology".
- Bolin, Hans (2000). „Animal Magic: The mythological significance of elks, boats and humans in north Swedish rock art”. Journal of Material Culture. 5 (2): 153—76.
- Czaplicka, M.A. (1914). „Types of shaman”. Shamanism in Siberia. Aboriginal Siberia. A study in social anthropology. preface by Marett, R.R. Somerville College, University of Oxford, Clarendon Press. ISBN 978-1605060606.
- Dana, Kathleen Osgood (2004). „Áillohaš and his image drum: the native poet as shaman”. Nordlit (PDF)|format= захтева |url= (помоћ). 15.
- Deschênes, Bruno (2002). „Inuit Throat-Singing”. Musical Traditions. The Magazine for Traditional Music Throughout the World.
- Diószegi, Vilmos (1968). Tracing shamans in Siberia. The story of an ethnographical research expedition. Translated from Hungarian by Anita Rajkay Babó. Oosterhout: Anthropological Publications.
- Diószegi, Vilmos (1962). Samanizmus. Élet és Tudomány Kiskönyvtár (на језику: Hungarian). Budapest: Gondolat. ISBN 978-9639147133. The title means: "Shamanism".
- Diószegi, Vilmos (1998) [1958]. A sámánhit emlékei a magyar népi műveltségben (на језику: Hungarian) (first reprint изд.). Budapest: Akadémiai Kiadó. ISBN 978-9630575423. The title means: "Remnants of shamanistic beliefs in Hungarian folklore".
- Fienup-Riordan, Ann (1994). Boundaries and Passages: Rule and Ritual in Yup'ik Eskimo Oral Tradition. Norman, Oklahoma: University of Oklahoma Press. ISBN 978-0585121901.
- Fock, Niels (1963). Waiwai. Religion and society of an Amazonian tribe. Nationalmuseets skrifter, Etnografisk Række (Ethnographical series), VIII. Copenhagen: The National Museum of Denmark.
- Freuchen, Peter (1961). Book of the Eskimos. Cleveland • New York: The World Publishing Company. ISBN 978-0449308028.
- Gulia, Kuldip Singh (2005). Human Ecology of Sikkim – A Case Study of Upper Rangit Basin. Delhi, India: Kalpaz Publications. ISBN 978-8178353258.
- Hajdú, Péter (1975). „A rokonság nyelvi háttere”.  Ур.: Hajdú, Péter. Uráli népek. Nyelvrokonaink kultúrája és hagyományai (на језику: Hungarian). Budapest: Corvina Kiadó. ISBN 978-9631309003. The title means: "Uralic peoples. Culture and traditions of our linguistic relatives"; the chapter means "Linguistical background of the relationship".
- Hoppál, Mihály (1994). Sámánok, lelkek és jelképek (на језику: Hungarian). Budapest: Helikon Kiadó. ISBN 978-9632082981. The title means "Shamans, souls and symbols".
- Hoppál, Mihály (1998). „A honfoglalók hitvilága és a magyar samanizmus”. Folklór és közösség (на језику: Hungarian). Budapest: Széphalom Könyvműhely. стр. 40—45. ISBN 978-9639028142. The title means "The belief system of Hungarians when they entered the Pannonian Basin, and their shamanism".
- Hoppál, Mihály (2005). Sámánok Eurázsiában (на језику: Hungarian). Budapest: Akadémiai Kiadó. ISBN 978-9630582957. The title means "Shamans in Eurasia", the book is published also in German, Estonian and Finnish. Site of publisher with short description on the book (in Hungarian).
- Hoppál, Mihály (2006a). „Sámánok, kultúrák és kutatók az ezredfordulón”.  Ур.: Hoppál, Mihály; Szathmári, Botond; Takács, András. Sámánok és kultúrák. Budapest: Gondolat. стр. 9—25. ISBN 978-9639450288. The chapter title means "Shamans, cultures and researchers in the millenary", the book title means "Shamans and cultures".
- Hoppál, Mihály (2007b). „Is Shamanism a Folk Religion?”. Shamans and Traditions (Vol. 13). Bibliotheca Shamanistica. Budapest: Akadémiai Kiadó. стр. 11–16. ISBN 978-9630585217.
- Hoppál, Mihály (2007c). „Eco-Animism of Siberian Shamanhood”. Shamans and Traditions (Vol 13). Bibliotheca Shamanistica. Budapest: Akadémiai Kiadó. стр. 17–26. ISBN 978-9630585217.
- Janhunen, Juha (1986). „Siberian  shamanistic terminology”. Memoires de la Societe finno-ougrienne,. 194: 97—117..
- Hugh-Jones, Christine (1980). From the Milk River: Spatial and Temporal Processes in Northwest Amazonia. Cambridge Studies in Social and Cultural Anthropology. Cambridge University Press. ISBN 978-0521225441.
- Hugh-Jones, Stephen (1980). The Palm and the Pleiades. Initiation and Cosmology in Northwest Amazonia. Cambridge Studies in Social and Cultural Anthropology. Cambridge University Press. ISBN 978-0521219525.
- Kleivan, Inge; Sonne, B. (1985). Eskimos: Greenland and Canada. Iconography of religions, section VIII, "Arctic Peoples", fascicle 2. Leiden, The Netherlands: Institute of Religious Iconography • State University Groningen. E.J. Brill. ISBN 978-9004071605.
- Lupa (2012). New Paths to Animal Totems. Woodbury, MN: Llewellyn Worldwide. ISBN 978-0738733371..
- Menovščikov, G.A. (= Г. А. Меновщиков) (1968). „Popular Conceptions, Religious Beliefs and Rites of the Asiatic Eskimoes”.  Ур.: Diószegi, Vilmos. Popular beliefs and folklore tradition in Siberia. Budapest: Akadémiai Kiadó.
- Nagy, Beáta Boglárka (1998). „Az északi szamojédok”.  Ур.: Csepregi, Márta. Finnugor kalauz. Panoráma (на језику: Hungarian). Budapest: Medicina Könyvkiadó. стр. 221—34. ISBN 978-9632438139. The chapter means "Northern Samoyedic peoples", the title means Finno-Ugric guide.
- Nattiez, Jean Jacques. Inuit Games and Songs / Chants et Jeux des Inuit. Musiques & musiciens du monde / Musics & musicians of the world. Montreal: Research Group in Musical Semiotics, Faculty of Music, University of Montreal.. The songs are available online, on the ethnopoetics website curated by Jerome Rothenberg.
- Noll, Richard; Shi, Kun (2004). „Chuonnasuan (Meng Jin Fu), The Last Shaman of the Oroqen of Northeast China” (PDF). 韓國宗敎硏究 (Journal of Korean Religions). 6. Seoul KR: 西江大學校. 宗教硏究所 (Sŏgang Taehakkyo. Chonggyo Yŏnʾguso.). стр. 135—62. Архивирано из оригинала (PDF) 26. 03. 2009. г. Приступљено 2008-07-30.. It describes the life of Chuonnasuan, the last shaman of the Oroqen of Northeast China.
- Reinhard, Johan (1976) "Shamanism and Spirit Possession: The Definition Problem." In Spirit Possession in the Nepal Himalayas, J. Hitchcock & R. Jones (eds.), New Delhi: Vikas Publishing House, pp. 12–20.
- Shimamura, Ippei (2014). The roots Seekers: Shamanism and Ethnicity Among the Mongol Buryats. Yokohama, Japan: Shumpusha.
- Singh, Manvir (2018). „The cultural evolution of shamanism”. Behavioral & Brain Sciences. 41: e66, 1—61. doi:10.1017/S0140525X17001893. Summary of the cultural evolutionary and cognitive foundations of shamanism; published with commentaries by 25 scholars (including anthropologists, philosophers, and psychologists).
- Turner, Robert P.; Lukoff, David; Barnhouse, Ruth Tiffany & Lu, Francis G.. „Religious or Spiritual Problem. A Culturally Sensitive Diagnostic Category in the DSM-IV”. Journal of Nervous and Mental Disease. 183 (7): 435—44. 1995.
- Voigt, Miklós (2000). „Sámán – a szó és értelme”. Világnak kezdetétől fogva. Történeti folklorisztikai tanulmányok (на језику: Hungarian). Budapest: Universitas Könyvkiadó. стр. 41—45. ISBN 978-9639104396. The chapter discusses the etymology and meaning of word "shaman".
- Winkelman, Michael (2000). Shamanism: The neural ecology of consciousness and healing (на језику: енглески). Westport, CT: Bergen & Gavey. ISBN 978-9639104396. Major work on the evolutionary and psychological origins of shamanism.
- Witzel, Michael (2011). „Shamanism in Northern and Southern Eurasia: their distinctive methods and change of consciousness” (PDF). Social Science Information. 50 (1): 39—61. doi:10.1177/0539018410391044.
- Joseph Campbell (1959). The Masks of God: Primitive Mythology. ISBN 978-0-14-019443-2. reprint, New York and London: Penguin Books, 1976.
- Harner, Michael (1980). The Way of the Shaman: A Guide to Power and Healing,. Harper & Row Publishers., NY
- Richard de Mille,, ур. (1980). The Don Juan Papers: Further Castaneda Controversies. Santa Barbara, California: Ross-Erikson.
- Devereux, George (1961). „Shamans as Neurotics”. American Anthropologist. 63 (5): 1088—1090. JSTOR 667052. doi:10.1525/aa.1961.63.5.02a00110.
- Jay Courtney Fikes (1993). Carlos Castaneda: Academic Opportunism and the Psychedelic Sixties. Millennia Press. ISBN 978-0-9696960-0-1., Canada.
- Åke Hultkrantz (Honorary Editor in Chief): „Shaman”. Архивирано из оригинала 21. 01. 2019. г. Приступљено 13. 01. 2019.. Journal of the „International Society for Shamanistic Research”. Архивирано из оригинала 21. 01. 2019. г. Приступљено 13. 01. 2019.
- Jenkins, Philip (2004). Dream Catchers: How Mainstream America Discovered Native Spirituality. New York: Oxford University Press. ISBN 978-0-19-516115-1.
- Kehoe, Alice (2000). Shamans and Religion: An Anthropological Exploration in Critical Thinking. London: Waveland Press. ISBN 978-1-57766-162-7.
- David Charles Manners (2011). In the Shadow of Crows. Signal Books. ISBN 978-1-904955-92-4.. (contains first-hand accounts of the Nepalese jhankri tradition) Oxford. .
- Jordan D. Paper (1995). The Spirits are Drunk: Comparative Approaches to Chinese Religion. Albany, New York: State University of New York Press. ISBN 978-0-7914-2315-8.. .
- Smith, Frederick M. (2006). The Self Possessed: Deity and Spirit Possession in South Asian Literature. Columbia University Press. стр. 195—202. ISBN 978-0-231-13748-5.
- Tedlock, Barbara (1992). Time and the Highland Maya. U. of New Mexico Press. ISBN 978-0-8263-1358-4.
- Silvia Tomášková (2013). Wayward Shamans: the prehistory of an idea. University of California Press. ISBN 978-0520275324.
- Michel Weber, « Shamanism and proto-consciousness », in René Lebrun, Julien De Vos et É. Van Quickelberghe (éds), Deus Unicus. Actes du colloque « Aux origines du monothéisme et du scepticisme religieux » organisé à Louvain-la-Neuve les 7 et 8 juin 2013 par le Centre d’histoire des Religions Cardinal Julien Ries [Cardinalis Julien Ries et Pierre Bordreuil in memoriam], Turnhout, Brepols, coll. Homo Religiosus série II, 14, 2015, pp. 247–60.
- Andrei Znamenski (2003). Shamanism in Siberia: Russian Records of Siberian Spirituality. Springer. ISBN 978-1-4020-1740-7. Dordrech and Boston: Kluwer/

## Spoljašnje veze
- Jedno viđenje šamanizma
- www.shaman.co.yu - Na ovom sajtu možete dobiti osnovne informacije o šamanizmu.